# 合肥市环城公园
合肥市环城公园，位于中国安徽省合肥市旧城四周，由合肥市园林局管理。1980年，环城公园始建，1999年完成。公园总长8.7公里，总面积为1.38平方公里。
合肥环城公园包括6个景区：包公园（包河景区）、银河景区、西山景区、琥珀潭景区、环北景区、环东景区。